# Lupinus brevior
Lupinus brevior là một loài thực vật có hoa trong họ Đậu. Loài này được (Jeps.) Christian & D.B.Dunn miêu tả khoa học đầu tiên.